# Lucia Zotti
Lucia Zotti (Bari, 7 febbraio 1937) è un'attrice italiana.

## Biografia
Nata a Bari, ancora giovanissima forma un duo che va in giro per i teatri con il fratello Luciano e a tredici anni costituisce la compagnia "Le quattro stagioni" dove lei e altre tre ragazzine danzano vestite da stagioni, proposto al Teatro Petruzzelli di Bari che nei week-end dava spazio ai dilettanti. Lo spettacolo riscontra tanto successo tale da far diventare le giovani un gruppo fisso per tutta la stagione teatrale. In seguito viene assunta come attrice nella compagnia di teatro stabile di prosa del teatro comunale Piccinni di Bari, diretta da Paola Borboni che la vede impegnata in Nozze di sangue di Federico Garcia Lorca con la regia di Anton Giulio Bragaglia; "La morale della signora Dulska" premio S. Genesio per la protagonista e regista Paola Borboni. Nel 1954 lavora per la Rai nel ruolo di attrice, speaker e cantante in varie trasmissioni tra cui La caravella, nel 1976 presta la voce come doppiatrice alla protagonista del film Brutti, sporchi e cattivi di E. Scola. Nel 1997 ricopre il ruolo della direttrice nel film Le acrobate di Silvio Soldini, Nel 2001 interpreta il ruolo della ‘donna dell’olio’ ne "I cavalieri dell'impresa impossibile" di Pupi Avati. Nel 2006 è zia di Elizabeth nel film Nativity con la regia di Catherine Hardwicke. Interpreta nel 2012 il ruolo della zia di Frengo nel film Tutto tutto niente niente con Antonio Albanese. È protagonista negli spettacoli “Doppio sogno” "Amore e psiche" “Storia di Peppì” “Cappuccetto Rosso” “Aladino” “Amleto” “La tragica storia dell’imperatore Federico II” di C. Formigoni, "Uccelli" e "Miles ovvero l'ultima cena del soldato" di Marco Martinelli, "Bella e bestia", "Ecuba e i suoi figli", "Racconti nei musei" e "Gilgames" e “Attraverso il Bosco”. Sposa Sirena produzione 2013/014 del Crest di Taranto. 2006/2013 Firma come regista e autrice sei produzioni Kismet. Nel 2013 Vince il premio come miglior attrice protagonista con lo spettacolo del CREST di Taranto “Sposa sirena” nella rassegna “L'uccellino azzurro” di Molfetta. Nel 2019, all'età di ottant'anni, approda sugli schermi di Rai 1 nella serie Imma Tataranni - Sostituto procuratore, dove interpreta Brunella, la mamma della protagonista.

## Vita privata
Ha due figlie, Agnese e Monica, ed è bisnonna; risiede a Locorotondo, un piccolo comune della città metropolitana di Bari.

## Filmografia

### Cinema
- Le acrobate, regia di Silvio Soldini (1997)
- Nativity, regia di Catherine Hardwicke (2006)
- Tutto tutto niente niente, regia di Giulio Manfredonia (2012)
- I nostri giorni dopo, regia di Roberto Cuzzillo (2018)
- Un cielo stellato sopra il ghetto di Roma, regia di Giulio Base (2020)
- 18 regali, regia di Francesco Amato (2020)
- School of Mafia, regia di Alessandro Pondi (2021)
- Il maledetto, regia di Giulio Base (2022)
- Io e mio fratello, regia di Luca Lucini (2023)
- The Paradox Effect, regia di Scott Weintrob (2023)
- Stolen Moments, regia di Stefano Landini (2024)

### Televisione
- Liberi di scegliere, regia di Giacomo Campiotti (2019)
- Imma Tataranni - Sostituto procuratore, serie TV (2019-in corso)

### Cortometraggi
- Lo ricordo io per te, regia di Michele Bravi (2025)